# 페르디난도 2세 (나폴리)
페르디난도 2세(이탈리아어: Ferdinando II, 1469년 8월 26일 ~ 1496년 9월 7일)은 나폴리 왕국의 왕이다.

## 생애
페르디난도는 나폴리의 왕 알폰소 2세의 아들로 태어났다. 알폰소는 프랑스의 왕 샤를 8세의 공격과 국민들의 불만으로 인하여 왕위계승이 불확실해졌다는 것을 알았고 이에 따라 1495년에 왕위를 페르디난도에게 넘겼다. 이러한 조치에도 불구하고 나폴리에서의 반역으로 인하여 샤를 8세에 대항하여 나폴리를 지키지 못하게 되자 페르디난도는 이스키아섬으로 도망쳤다. 이탈리아 군주들이 프랑스에 대항하는 동맹을 조직하자 샤를 8세가 군대의 대부분을 이끌고 나폴리를 떠났는데, 이때 페르디난도는 스페인의 장군 곤살로 페르난데스 데 코르도바의 도움을 받아 나폴리의 프랑스군과 프랑스에 협력한 나폴리인들을 패배시키고 나폴리를 되찾았다. 1496년 9월 7일 페르디난도가 사망할 때쯤 나폴리 왕국에서 프랑스 군은 거의 패퇴하였다.
 본 문서에는 현재 퍼블릭 도메인에 속한 브리태니커 백과사전 제11판의 내용을 기초로 작성된 내용이 포함되어 있습니다.
| 전임 카를로 (4세) | 나폴리의 군주 1495년 - 1496년 | 후임 페데리코 1세 |

## 같이 보기
- 이탈리아 전쟁
- 나폴리의 군주 목록